# Улан-Батор (аеропорт)
Міжнародний аеропорт Улан-Батора імені Чингісхана (монг. Чингис хаан олон улсын нисэх онгоцны буудал) — міжнародний аеропорт Монголії. Розташований за 18 кілометрів від центру Улан-Батора, в столичному районі Хан-Уул на протилежному від центру міста березі річки Туул. Найбільший аеропорт Монголії і один з чотирьох аеропортів країни, з якого здійснюються міжнародні перельоти (інші — аеропорт міста Улгій, Ховд (рейси в Урумчі) і Чойбалсанський аеропорт виконує рейси в Хайлар і замінює аеропорт Чингісхан в разі потреби). Є портом приписки авіакомпаній Ізініс Ейрвейз, Aero Mongolia, Blue Sky Aviation і MIAT Mongolian Airlines, Hunnu Air Wings of Mongolia. 

## Основна інформація
Регулярне сполучення з аеропорту почалося в 1961 році, а з 1986 року почалися міжнародні перевезення. Спочатку мав назву «Буянт-Уха» (монг. Буянт Ухаа або Buyant Ukhaa Airport), свою нинішню назву отримав 21 грудня 2005 року, в зв'язку з 800-ю річницею заснування монгольської держави (Монгольської імперії в 1206 році).
Розташований на висоті 1330 метрів над рівнем моря. Має дві злітно-посадочні смуги: з асфальтовим покриттям довжиною 3100 метрів і з трав'яним покриттям довжиною 1999 метрів. Працює цілодобово.
Будівля аеропорту має три поверхи. Зал очікування розташований на першому поверсі. Крім того, в будівлі знаходяться: кілька кафе і магазинів, зали очікувань VIP-класу, пункти обміну валюти, перукарня, поштове відділення і невелика аптека .

## Історія

### Початкова історія
Аеропорт був створений як Буянт-Ухаа аеропорт 19 лютого 1957 року. З 1958 року міжнародні рейси починаються з рейсів в Іркутськ і Пекін літаком Іл-14. 
Регулярні рейси з аеропорту почалися в 1961 році, і термінал був підвищений, щоб зробити його придатним для міжнародних перевезень у 1986 році. 

### Після демократичної революції
У період з 1994 по 1997 рік подальше велике оновлення було досягнуто за допомогою Азійського банку розвитку, в результаті чого аеропорт став відповідати стандарту ICAO. Аеропорт був перейменований в Чингіз Хаан (Чингісхан) міжнародний аеропорт на честь 800-річчя створення Монгольської держави 21 грудня 2005 року. 

## Статистика
Статистика Міжнародного аеропорт Чингісхан з 2007 по 2011 рік. 
|                                                   | пасажири | Зміни в порівнянні з минулим роком | рухи   | вантаж </br> (тонни) |
| ------------------------------------------------- | -------- | ---------------------------------- | ------ | -------------------- |
| 2007                                              | 599 555  | ▲ 0 9.6%                           | 9 297  | 3 299 тонн           |
| 2008                                              | 596 765  | ▼ 0 -0.5%                          | 9 552  | 3 500 тонн           |
| 2009                                              | 532 851  | ▼ 0 -10.7%                         | 8 330  | 2 970 тонн           |
| 2010                                              | 665 055  | ▲ 0 24.8%                          | 11 678 | 3 921 тонн           |
| 2011                                              | 900 000  | ▲ 0 36.3%                          | 12 000 | 4 000 тонн           |
| Джерело: Адміністрація цивільної авіації Монголії |          |                                    |        |                      |

### Майбутнє
У Монголії починається будівництво нового великого аеропорту в іншому місці в долині Хошігт, сомоні Сергелен, тобто близько 54 км від Улан-Батора. Будівництво розпочато 23 квітня 2012 р. Проєкт передбачається здійснити до 2015 року. 
Аеропорт буде складатися з семи терміналів і приймати до 1,7 млн чол. в рік  . У його проєкті закладені — 2 злітно-посадкові смуги, автотранспортний і залізничний термінал, поряд — місто з населенням близько 100 тис. чоловік. Розрахункова потужність — 1100 пасажирів на годину. 
За техніко-економічним обгрунтуванням, вартість проекту склала 29,9 млрд ієн. У 2008 році Монголія підписала угоду з Японським банком міжнародного співробітництва про надання пільгового кредиту в розмірі 28,8 млрд ієн для спорудження нового аеропорту. Суму в розмірі 4,4 млрд ієн виділить уряд Монголії.